# Число мостів (теорія вузлів)

Трилисник, намальований з числом мостів 2

У теорії вузлів число мостів — це інваріант вузла, який визначається як найменше число мостів, необхідних для подання вузла. При цьому міст може бути перекинутий не тільки через одну лінію, але й через дві, три і більше.

## Визначення
Якщо задано вузол або зачеплення, намалюємо його діаграму, домовившись, що розрив лінії означає прохід знизу. Назвемо дугу на цій діаграмі мостом, якщо вона містить принаймні один прохід зверху, не містить проходів знизу (тобто неперервна) і не може бути продовжена до більшої дуги з такими самими властивостями. Тоді число мостів вузла можна визначити як мінімум числа мостів по всіх діаграм сайту. Число мостів вперше досліджував Горст Шуберт у 1950-х роках.
Число мостів можна також визначити геометрично — це найменше число локальних максимумів проєкції вузла на вектор, де мінімум береться за всіма проєкціями і за всіма поданнями вузла.

## Властивості
- Число мостів нетривіального вузла не може бути меншим від 2[3].

- Будь-який вузол, число мостів якого дорівнює n, можна розкласти на 2 тривіальних n-сплетення[en].
  - Зокрема, вузли з двома мостами є раціональними[en].

- Якщо вузол K є композицією вузлів K1 і K2, то число мостів K на одиницю менше від суми числа мостів K1 і K2[4]. Інакше кажучи, число мостів мінус 1 є адитивною функцією вузла.

## Інші числові інваріанти
- Число перетинів
- Коефіцієнт зачеплення
- Число відрізків
- Число розв'язування

## Додаткова література
- Peter Cromwell. Knots and Links. — Cambridge, 1994. — ISBN 9780521548311.